# Colombianska Anderna
Colombianska Anderna (spanska: Región Andina) är en av Colombias sex naturregioner.

Regionen utgörs av den del av Anderna som ligger i Colombia, vilken består av tre parallella bergskedjor:
- Västkordiljäran (Cordillera Occidental)
- Centralkordiljäran (Cordillera Central)
- Östkordiljäran (Cordillera Oriental) och Perijábergen (längst i norr)

Departament i regionen är 
Antioquia,
Boyacá,
Caldas,
Cauca,
Cundinamarca,
Huila,
Nariño,
Norte de Santander,
Quindío,
Risaralda,
Santander,
Tolima, och
Valle del Cauca.